# آنکنداگولا
آنکنداگولا (به لاتین: Ankendagolla) یک منطقهٔ مسکونی در سری‌لانکا است که در استان مرکزی (سری‌لانکا) واقع شده‌است.